# Нальоти на вугіллі
Нальоти на вугіллі рос. налёты на угле, англ. coal incrustations, нім. ohlenbeläge m pl — нальоти, які дають мінерали на вугіллі при їх прожарюванні за допомогою паяльної лампи. Сірчані та арсенові мінерали дають їх безпосередньо при прожарюванні, інші — після попереднього розтирання в порошок проби вугілля з потрійною кількістю соди. Мають діагностичне значення для мінералів, що містять арсен, стибій, свинець, бісмут, цинк, олово.